# Aureocramboides apollo
Aureocramboides apollo är en fjärilsart som beskrevs av Stanislas Bleszynski 1961. Aureocramboides apollo ingår i släktet Aureocramboides och familjen Crambidae. Inga underarter finns listade i Catalogue of Life.